# Costa Oriental del Lago de Maracaibo
La Costa Oriental del Lago de Maracaibo (COL) es una subregión administrativa del estado Zulia está compuesta por los municipios: Miranda, Santa Rita, Cabimas, Simón Bolívar, Lagunillas, Valmore Rodríguez y Baralt, del estado Zulia. Se distingue por ser la zona tradicional de la actividad petrolera del estado Zulia y donde todas las empresas y contratistas tienen su sede. Limita al oeste con el lago de Maracaibo, al este con los estados Falcón y Lara, al norte con el golfo de Venezuela y al sur con el Estado Trujillo.

## Historia
La costa oriental originalmente estuvo habitada por indígenas caquetíos de raza y lengua Arawaca, quienes construían sus casas sobre pilotes en el agua (palafitos). En 1529 Alonzo Pacheco fundó los Puertos de Altagracia el mismo día que fundó Maracaibo, probablemente para defender ambas orillas de la entrada del lago de Maracaibo. Durante la colonia se fundaron los pueblos de Santa Rita y Cabimas. Además, existían los pueblos de agua Lagunillas de agua, Ceuta, Moporo y Tomoporo (los 3 últimos todavía existen).
Durante la guerra de independencia la provincia de Maracaibo permaneció leal a la corona. Sin embargo, en los Puertos de Altagracia Ana María Campos lideraba un movimiento de resistencia; capturada y torturada, su espíritu nunca se doblegó y sostenía que "Morales si no capitula Monda", por lo que se convirtió en heroína de la independencia. En 1823 la batalla naval del Lago de Maracaibo, última batalla por la independencia, se libró en la bahía del Tablazo (cerca de Los Puertos de Altagracia).
En 1856 la subregión queda dividida en los cantones Altagracia (actuales municipios Miranda, Santa Rita, Cabimas, Simón Bolívar, Lagunillas y Valmore Rodríguez) y Sucre (actuales municipios Sucre y Baralt del estado Zulia y La Ceiba del estado Trujillo).
En 1904 se eliminan los cantones y pasan a ser Distritos, Distrito Miranda (actual municipio Miranda), Distrito Bolívar (actuales municipios Santa Rita, Cabimas, Simón Bolívar, Lagunillas y Valmore Rodríguez) y Distrito Sucre (actuales municipios Baralt y Sucre)
La Costa Oriental del Lago (COL) mantuvo una economía basada en su tradición de villas pesqueras, hasta el descubrimiento de petróleo con el pozo Zumaque I (MG-1 en 1914), en 1922 el reventón del pozo Los Barrosos 2 (R4), descubridor del campo La Rosa, demostró el potencial petrolero de la zona atrayendo numerosas personas de otras partes del país y extranjeros.
A la muerte de la señora Juana Villazmil, su Hato "Tía Juana" es expropiado por el gobierno de Juan Vicente Gómez y entregado en concesión a la compañía Shell. Posteriormente la Shell construye los campos residenciales que son la base de la actual población de Tía Juana. En 1937 el incendio de Lagunillas de agua dejó a numerosas familias sin hogar, que fueron reubicadas en la recién construida Ciudad Ojeda en 1941.
Con la inauguración del puente sobre el Lago de Maracaibo en 1962, se unieron la Costa Oriental y la Costa Occidental del lago de Maracaibo, entre las poblaciones de Palmarejo y Maracaibo. En 1989 con la reforma del estado son creados los municipios de la COL, Miranda, Santa Rita, Cabimas, Valmore Rodríguez y Baralt. En 1995 es creado el municipio Simón Bolívar.
En 2000 el fallecido alcalde de Simón Bolívar, Franklin Duno Petit, introdujo una petición a la Asamblea Nacional para exigir el pago de impuestos municipales a las empresas que extraían petróleo en el lago frente a la COL, bajo el lema "De quién es el Lago de Maracaibo", lo consiguió con apoyo del gobernador Francisco Javier Arias Cárdenas y los alcaldes de la COL. Franklin Duno Petit fue asesinado por el hampa común en 2004, previo a las elecciones municipales de ese año.

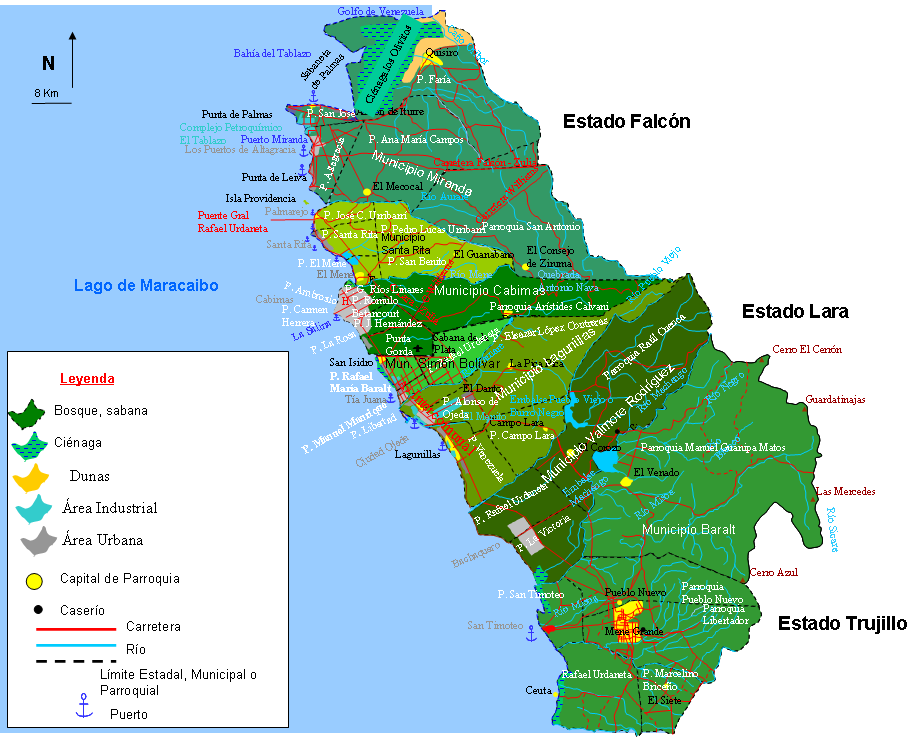
Subregión Costa Oriental del Lago de Maracaibo, los mapas de los municipios están más detallados, en este están a la misma escala

## Poblaciones
La Costa Oriental del Lago es una zona densamente poblada abarcando aproximadamente un tercio de la población del estado Zulia (casi un millón de habitantes), tiene 2 ciudades grandes y numerosos pueblos y caseríos, las poblaciones entre Punta Gorda y Tasajeras forman una sola ciudad ininterrumpida, sin embargo conservan su nombre y sus límites son acordados, aquí las nombraremos juntas de norte a sur. Entre los pueblos de la COL se encuentran:
- Los Puertos de Altagracia Municipio Miranda
- Ancón de Iturre Municipio Miranda
- Los Jovitos Municipio Miranda
- Sabaneta de Palmas Municipio Miranda
- El Consejo de Ziruma Municipio Miranda
- Punta de Leiva Municipio Miranda
- Quisiro Municipio Miranda
- Palmarejo Municipio Santa Rita
- Barrancas Santa Rita
- Santa Rita Municipio Santa Rita
- Puerto Escondido Municipio Santa Rita
- El Mene Municipio Santa Rita
- El Guanábano Municipio Santa Rita
- Tolosa Santa Rita
- Monte Pío Municipio Santa Rita
- El Zamuro Municipio Santa Rita
- Cabimas Municipio Cabimas

### Conurbación
Es una amplia zona urbanizada formada por varias ciudades y pueblos continuos en el siguiente orden de norte a sur, unidos por la Av Intercomunal:
- Cabimas Municipio Cabimas
- Punta Gorda Parroquia Punta Gorda Municipio Cabimas
- San Isidro Municipio Simón Bolívar
- La Vaca Municipio Simón Bolívar
- Ulé Municipio Simón Bolívar
- Tacarigua Municipio Simón Bolívar
- Tía Juana Municipio Simón Bolívar
- Taparito Municipio Simón Bolívar
- Tamare Municipio Lagunillas
- Ciudad Ojeda Municipio Lagunillas
- Tasajeras Municipio Lagunillas

### Otras poblaciones
- La Pica Pica Municipio Lagunillas
- Palito Blanco Municipio Cabimas
- Curazaíto Municipio Cabimas
- La Plata. Zulia Municipio Simón Bolívar
- Campo Lara Municipio Lagunillas
- El Danto Municipio Lagunillas
- Lagunillas Municipio Lagunillas
- Pueblo Viejo. Municipio Valmore Rodríguez
- Campo Lara Municipio Valmore Rodríguez
- Machango Municipio Valmore Rodríguez
- El Corozo Municipio Valmore Rodríguez
- Plan Bonito Municipio Valmore Rodríguez
- Sipayare Municipio Valmore Rodríguez
- La Victoria Municipio Valmore Rodríguez
- Bachaquero Municipio Valmore Rodríguez
- San Timoteo Municipio Baralt
- Mene Grande Municipio Baralt
- Pueblo Nuevo Municipio Baralt
- El Venado Municipio Baralt
- Misoa Municipio Baralt

### Pueblos de Agua
Existen en el municipio Baralt pueblos construidos sobre palafitos en el Lago de Maracaibo
- Moporo Municipio Baralt
- Tomoporo Municipio Baralt
- Ceuta (Zulia) Municipio Baralt

## Municipios de la Costa Oriental del Lago

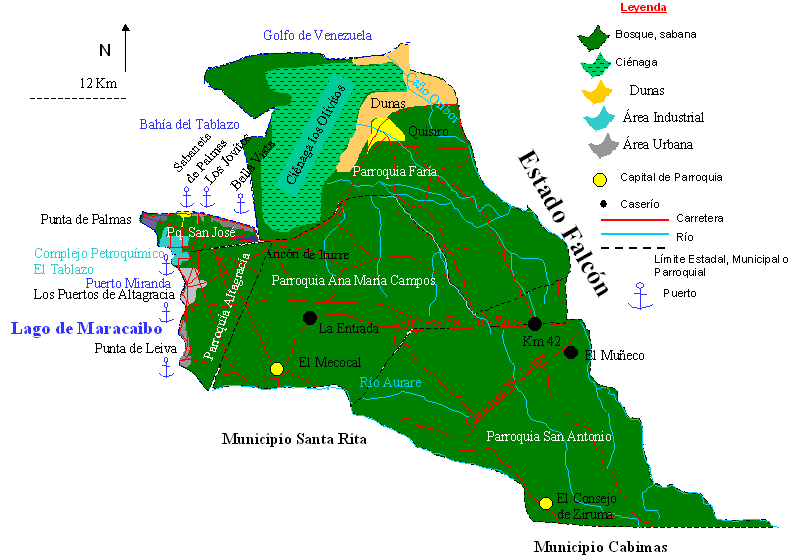
Municipio Miranda.

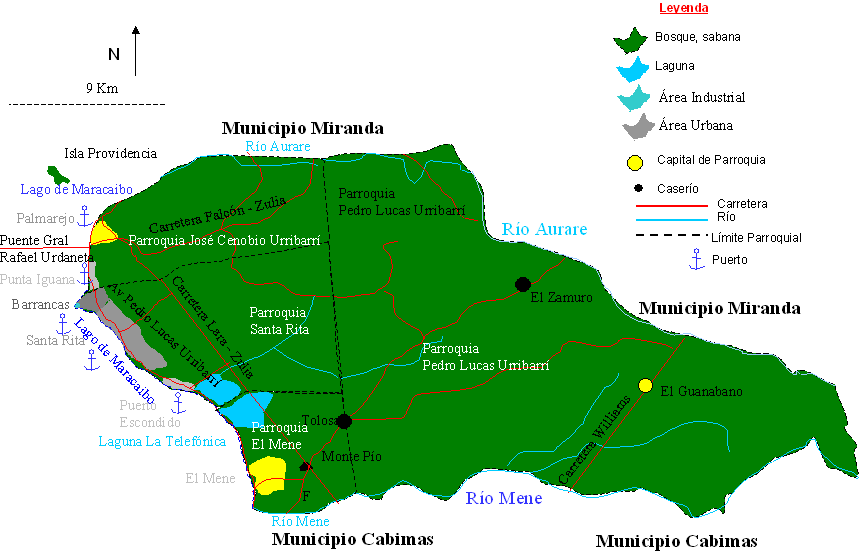
Municipio Santa Rita.

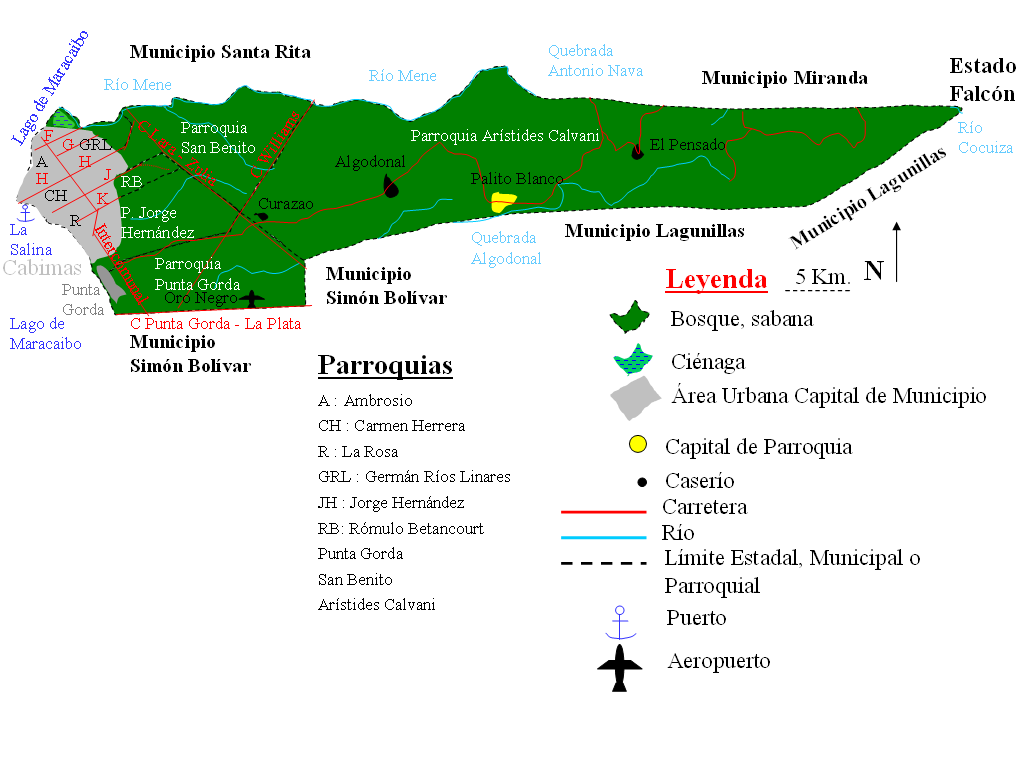
Municipio Cabimas.

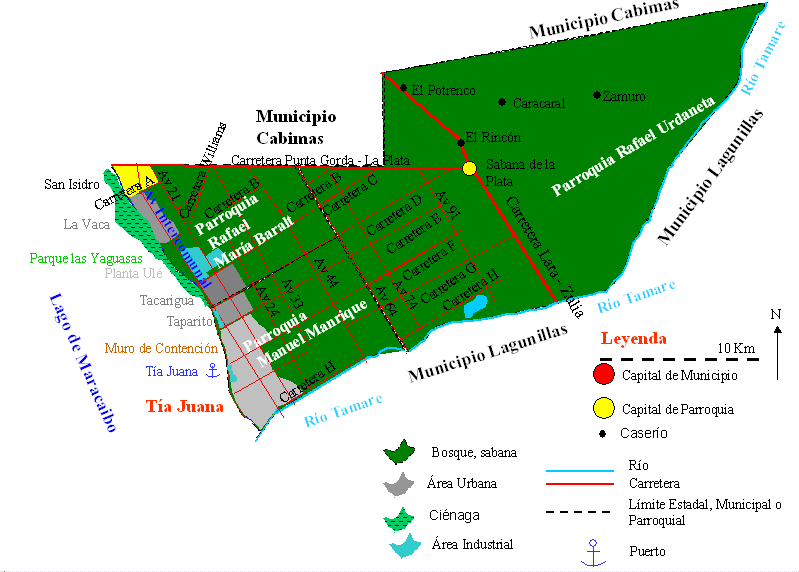
Municipio Simón Bolívar.

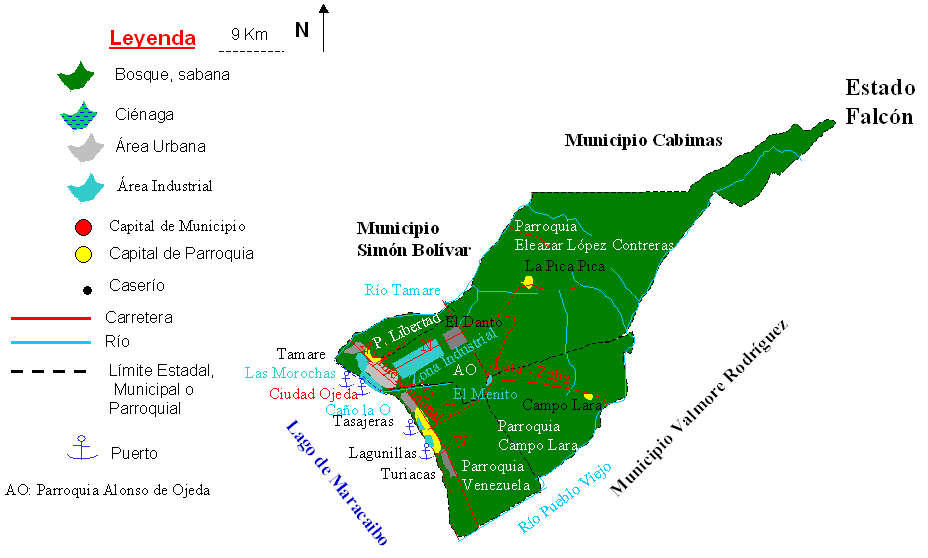
Municipio Lagunillas.

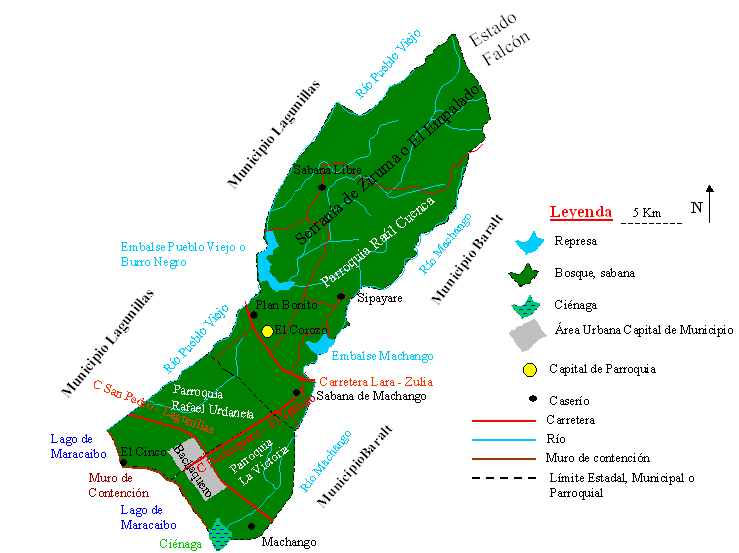
Municipio Valmore Rodríguez.

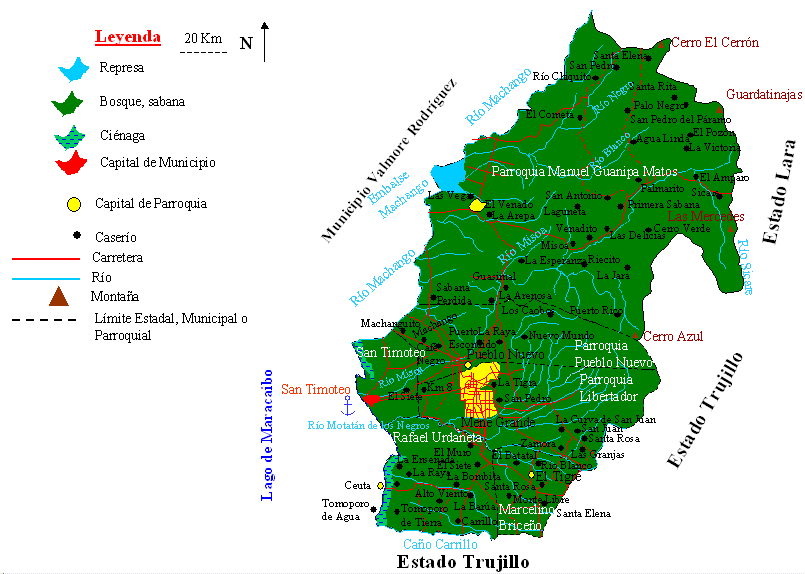
Municipio Baralt

| Número | Municipio                       | Bandera | Escudo | Superficie | Población | Densidad        | Parroquias | Capital                   | Alcalde          | Sitio Oficial |  |
| ------ | ------------------------------- | ------- | ------ | ---------- | --------- | --------------- | ---------- | ------------------------- | ---------------- | --- |  |
| 1      | Municipio Miranda (Zulia)       |         |        | 1.966 km²  | 99.778    | 50,75 hab./km²  | 5          | Los Puertos de Altagracia | Jorge Nava       | http://miranda-zulia.gov.ve/ (enlace roto disponible en Internet Archive; véase el historial, la primera versión y la última).          |  |
| 2      | Municipio Santa Rita            |         |        | 505 km²    | 54.095    | 107,12 hab./km² | 4          | Santa Rita                | Williams Pereira | http://santarita-zulia.gob.ve/ Archivado el 8 de abril de 2008 en Wayback Machine.                                                      |  |
| 3      | Municipio Cabimas               |         |        | 604 km²    | 293.658   | 486,19 hab./km² | 9          | Cabimas                   | Pedro Duarte     | http://cabimas-zulia.gob.ve/ (enlace roto disponible en Internet Archive; véase el historial, la primera versión y la última).          |  |
| 4      | Municipio Simón Bolívar (Zulia) |         |        | 258 km²    | 46.751    | 181,20 hab./km² | 3          | Tía Juana                 | Adriano Pereira  | http://simonbolivar-zulia.gob.ve (enlace roto disponible en Internet Archive; véase el historial, la primera versión y la última).      |  |
| 5      | Municipio Lagunillas            |         |        | 975 km²    | 239.284   | 245,42 hab./km² | 5          | Ciudad Ojeda              | Mervin Mendez    | https://web.archive.org/web/20080408151105/http://lagunillas-zulia.gob.ve/                                                              |  |
| 6      | Municipio Valmore Rodríguez     |         |        | 1127 km²   | 63.593    | 56,43 hab./km²  | 3          | Bachaquero                | Ender Pino       | http://valmorerodriguez-zulia.gob.ve/ (enlace roto disponible en Internet Archive; véase el historial, la primera versión y la última). |  |
| 7      | Municipio Baralt                |         |        | 2816 km²   | 96.256    | 34,18 hab./km²  | 6          | San Timoteo               | Jarvis Rondón    | http://baralt-zulia.gov.ve/ (enlace roto disponible en Internet Archive; véase el historial, la primera versión y la última).           |  |
| -      | Totales                         | -       | -      | 8.251 km²  | 893.415   | 108,28 hab./km² | 36         | -                         | -                | |  |

## Relieve
El relieve es principalmente llano hacia el lago, con la serranía de Ziruma hacia el este, la cual tiene elevaciones de hasta 965 m (Cerro Misoa). La costa entre Tía Juana y Bachaquero se encuentra bajo el nivel del mar, el lago de Maracaibo está contenido por un muro de contención el cual impide la inundación de las poblaciones aledañas.

## Clima
Hacia el norte el clima es seco existiendo dunas en Quisiro en el punto más al norte de la COL, a partir de allí pasa por una variedad de climas y vegetación hasta ser un bosque tropical húmedo al sur alrededor de Mene Grande, San Pedro y la Raya.
El clima es caluroso en todas partes con temperaturas superiores a 30 °C todo el año, siendo más calurosas las regiones petroleras (Cabimas, Tía Juana, Ciudad Ojeda, Lagunillas, Bachaquero, Mene Grande) debido a la combustión de gas natural.

## Actividad económica
La principal actividad es la industria petrolera, la cual opera en los campos de La Rosa (Cabimas), Punta Benítez (Punta Gorda), Tía Juana Tierra, Lagunillas Tierra (Ciudad Ojeda y Lagunillas), Bachaquero Tierra (Bachaquero), Mene Grande (Mene Grande), Barúa (El Tigre), Motatán (Santa Isabel), Tomoporo (Tomoporo) y otros en el lago. Además existen plantas de procesamiento como Ulé (municipio Simón Bolívar) y el Complejo Petroquímico El Tablazo (municipio Miranda). También cuenta con numerosas empresas de servicios, y puertos para buques tanqueros.
Otras actividades importantes son la agricultura, cultivándose plátano, arroz (caño Oribor Quisiro municipio Miranda), maíz y frutas entre otros. Además de una importante actividad ganadera en las sabanas de toda la COL y un matadero en el municipio Santa Rita.
El comercio es muy activo en las poblaciones de Cabimas y Ciudad Ojeda. Existen algunas fábricas relacionadas con la industria petrolera y el comercio, además de una zona industrial en Ciudad Ojeda (municipio Lagunillas).